# Murn After Reading
"Murn After Reading" es el sexto episodio de la serie de televisión estadounidense de superhéroes Peacemaker, spin-off de la película de 2021 The Suicide Squad. El episodio fue escrito y dirigido por el creador de la serie James Gunn. Se emitió originalmente en HBO Max el 3 de febrero de 2022.
La serie está ambientada después de los eventos de The Suicide Squad, y sigue a Christopher Smith / Peacemaker, que después de regresar a su casa, se ve obligado a trabajar con agentes de A.R.G.U.S. en una operación clasificada conocida como "Proyecto Butterfly". Smith también tiene que lidiar con sus demonios personales, incluido sentirse perseguido por los recuerdos de las personas que mató por "la paz", así como volver a conectarse con su padre separado. En este episodio, Auggie sale de prisión, mientras que la policía comienza a buscar a Smith. Mientras tanto, Murn revela su verdadera naturaleza al equipo.
El episodio recibió elogios de la crítica, y los críticos elogiaron las revelaciones, el desarrollo del personaje, las actuaciones y la dirección de Gunn.

## Trama
Mientras Murn intenta calmar a Adebayo, llega Harcourt y revela su conocimiento de la identidad de Murn. Murn explica que las Butterflies vinieron de un planeta moribundo y que la mariposa Goff planeaba conquistar la Tierra poseyendo a personas de alto poder. La mariposa que posee a Murn se resistió a la idea y tomó el cuerpo del verdadero Murn como anfitrión; incluso le comenta sobre lo difícil de llevar su cuerpo sabiendo lo que hizo como mercenario. Economos también conoce la identidad de Murn, pero la mantienen en secreto para Waller. Murn quiere darse prisa con su plan antes de que las Butterflies muevan la "vaca".
Smith. a pedido de Jamil, asiste a una escuela para hablar sobre sus días de "superhéroe", aunque se siente incómodo cuando le preguntan sobre su "historia de origen", rememorando la muerte de su hermano. Regresa a casa, donde él y Chase ven que Goff está tratando de comunicarse con ellos. Mientras tanto, Auggie sale de prisión, Song y Fitzgibbon obtienen una orden de arresto para Smith, a pesar de las objeciones de Locke. Cuando lo recogen, Auggie dice que matará a Smith.
Murn no advierte a Smith a tiempo, pero sí a Chase y la policía llega a su casa rodante. Smith y Chase toman a Goff e Eagly y se esconden en la azotea mientras la policía descubre el diario plantado en su casa. Smith y Chase intentan moverse entre los árboles, pero Chase se resbala accidentalmente y rompe el frasco que contiene a Goff. Song los encuentra, pero la mariposa entra en su cuerpo justo cuando llegan más oficiales. Smith y Chase escapan por el bosque y son interceptados por Locke, quien mata a otros oficiales que siguen al dúo, les da un auto para escapar, le miente a Fitzgibbon sobre su escape y recupera el diario falso. Una Song poseída, actuando de forma errática a los ojos de Fitzgibbon, abandona la escena.
Surgen tensiones en el equipo cuando Smith se queja del diario falso y de cómo Locke mató a los oficiales, pero Adebayo no revela su participación. Economos rastrea las actividades de las Butterflies hasta Rancho Coverdale, donde creen que las mariposas están usando una "vaca" para producir en masa el fluido ámbar. Esa noche, Song convoca a más Butterflies y las guía a través de la estación de policía, poseyendo a todos, incluidos Fitzgibbon y Locke. Al mismo tiempo, Auggie y sus seguidores se reúnen en su casa, donde se pone su traje de White Dragon, con el cual en el pasado usó en nombre del supremacismo blanco y vuelve a ponérselo para matar a Smith. Smith se reúne con Harcourt para expresar su malestar con su nuevo contrato de asesinato, y Harcourt afirma que no lo ve como una mala persona. Después de que ella se va, Smith toca una melodía en el piano que se encuentra allí y Chase lo llama para mostrarle un reportaje de televisión en el que el poseído Locke incrimina a Smith con el diario falso.

## Producción

### Desarrollo
En enero de 2021, James Gunn confirmó que el título del episodio sería "Murn After Reading".

### Escritura
Antes de que se emitiera el episodio, James Gunn se burló del nivel de violencia en el episodio: "Hubo un momento en que tenían miedo de que mostráramos eso en el Episodio 6 que insistí en mantener".
Sobre el concepto de Auggie usando el traje de "White Dragon", Gunn dijo: "Él es realmente un pedazo de mierda. Es algo real en nuestro mundo, es algo real en nuestra vida. Y, en cierto modo, hacer este tipo de versiones de McDonald's de la supremacía blanca que suceden en este tipo de cuentos no me parece auténtico. Así que decidí dejarlo ser lo que es, lo cual es una mierda racista". El actor Robert Patrick comentó: "Eso fue muy, muy emocionante. Tengo que ser honesto contigo, estar en forma con un traje y darme cuenta de que iba a ser un supervillano fue simplemente, estaba tan emocionado por eso. [...] Y, ya sabes, los trajes no son baratos, son caros, y una de las cosas por las que sudé mientras hacíamos la producción fue, ya sabes, 'No puedo engordar, puedo 'no subir de peso'".

### Rodaje
Si bien el episodio fue el sexto en emitirse, en realidad fue el último episodio que se filmó. El razonamiento fue que Gunn originalmente no planeaba dirigir el episodio, pero decidió hacerlo, considerándolo su episodio favorito.

## Recepción

### Reseñas críticas
"Murn After Reading" recibió elogios de la crítica. Samantha Nelson de IGN le dio al episodio una calificación "sorprendente" de 9 sobre 10 y escribió en su veredicto: "Projecto Butterfly experimenta múltiples contratiempos importantes en un episodio dramático de Peacemaker lleno de grandes giros en la trama. Los actores realmente están mostrando sus puntos fuertes en algunas escenas profundamente emotivas. La música y la acción se combinan a la perfección para brindar grandes emociones y establecer las apuestas para los conflictos finales del programa".
Jarrod Jones de The AV Club le dio al episodio una calificación de "A" y escribió: "'Murn After Reading' marca el regreso de James Gunn a la serie como director después de pasar la batuta a Jody Hill y Rosemary Rodriguez en los últimos dos episodios. El resultado es la entrega más cinematográfica de Peacemaker hasta ahora". Alec Bojalad de Den of Geek le dio al episodio una calificación de 4 estrellas sobre 5 y escribió: "Aún así, Gunn y el equipo de producción tienen un control tan completo del estilo de narración que han perfeccionado que parece imposible para el último cuarto de esta experiencia no sea divertida. Por lo menos, Vigilante podría llegar al fondo de si a la mariposa de Goff le gusta el verde azulado".

### Elogios
TVLine nombró a Chukwudi Iwuji con una mención de honor como el "Artista de la semana" de la semana del 5 de febrero de 2022, por su actuación en el episodio. El sitio escribió: "Cuando Adebayo en Peacemaker se dio cuenta de que Murn era una mariposa, una cosa que no esperábamos que saliera de la confrontación que siguió fue una actuación tan conmovedora de Chukwudi Iwuji. Después de que Murn explicara cómo el resto de su especie extraterrestre había decidido hacerse cargo de los humanos en posiciones de poder, Adebayo señaló que también había robado una vida. '¡Necesitaba detenerlos!' Murn replicó. 'Así que habité a la peor persona que pude encontrar', un ex mercenario. 'Este hombre, Leota... es un asesino', agregó, los ojos de Iwiji registraron cierta vergüenza y suplicaron comprensión. 'Él podría haber cambiado, y yo le quité eso... y todos los días temo despertarme con sus recuerdos'. Fue el trabajo más emotivo de Iwuji hasta el momento (y por mucho, como el taciturno Murn), y la espera valió la pena".